# Andrew Martin
Andrew Martin (17 de marzo de 1975 - 13 de marzo de 2009), más conocido por su nombre artístico Test, fue un luchador profesional canadiense que trabajó en la World Wrestling Entertainment (WWE) y durante un breve período en la Total Nonstop Action Wrestling. También participó en Fear Factor junto con los otros luchadores Lita, Matt Hardy, Jacqueline, Molly Holly y Jeff Hardy.
Entre sus logros destacan un reinado como campeón mundial de Campeón Mundial Peso Pesado de Wild West Wrestling (WWW). En World Wrestling Federation se le destacan un reinado como Campeón Intercontinental, un reinado como Campeón Europeo y dos reinados como Campeón Hardcore. Además fue Campeón en Parejas de la WCW y de la WWF junto con Booker T. Además ganó la Battle Royal de Survivor Series que le garantizaba un contrato contra despidos durante un año.

## Carrera

### Inicios
A finales de 1990, Martin se encontró con el luchador Bret Hart en un restaurante. Después de que Hart se ofreciese para entrenarlo, Martin pasó 8 meses bajo los entrenamientos de Hart y Leo Burke. Hizo su debut en 1997 y luchó en un circuito independiente de Canadá bajo los nombres de Martin Kane y T.J. Thunder. Martin continuó su entrenamiento con Dory Funk Jr. en Funk's Funkin' Dojo, a training center.

### World Wrestling Federation / Entertainment (1998-2004)

#### 1998-1999
Martin debutó en la World Wrestling Federation el 25 de octubre de 1998 en Sunday Night Heat como guardaespaldas de Mötley Crüe. Durante el ensayo del grupo, Martin lanzó a un fan entusiasta fuera del escenario. El 14 de diciembre de 1998, en Raw is War, Martin se alió con el Campeón de la WWF The Rock al atacar a su rival Triple H. Después Martin se unió a The Corporation, un equipo formado por muchos otros luchadores. Durante este período recibió el nombre de "Test". Durante su estancia peleó por los títulos en parejas junto a D'Lo Brown contra Owen Hart y Jeff Jarrett y contra Kane y X-Pac junto a Triple H, pero no ganó ninguna de esas peleas.
Después de ser expulsado de Corporation, Martin se volvió face y se unió a un equipo en el cual estaban Big Show, Mankind y Ken Shamrock, llamado "The Union". Durante su estancia, el equipo tuvo un breve feudo con the Corporation, culminando en WWF Over the Edge, donde The Corporate Ministry se enfrentó a The Union, ganando The Union.
Martin entonces empezó una relación con Stephanie McMahon, enfadando a Shane y Vince McMahon, quienes empezaron a interferir en sus combates, acabando cuando derrotó a Shane McMahon en una pelea en SummerSlam 1999, en la cual si Test perdía, debía dejarla. Más tarde, The British Bulldog golpeó a Stephanie con un cubo de basura, lo que la provocó amnesia. Durante la preparación de su boda, se alió con The McMahons, peleando en numerosas ocasiones contra Triple H y D-Generation X, hasta que, el día de la boda, Triple H reveló en un vídeo que la había dado drogas a Stephanie, se la llevó a Las Vegas, Nevada y se casaron en una ceremonia rápida. Stephanie después traicionó a Test y se unió a Triple H, empezando la McMahon-Helmsley Era.

#### 2000
Test entonces cambió a heel y se alió con Albert, formando un equipo llamado T & A, Test & Albert, teniendo como mánager a Trish Stratus. Al inicio de su alianza tuvo un feudo con Big Boss Man, teniendo varias peleas contra él y ganando en RAW is War el 17 de enero de 2000 el Campeonato Hardcore de la WWF. Además, participó en la Royal Rumble, pero fue eliminado por The Big Show. Durante su reinado tuvo dos defensas exitosas ante Boss Man y Gangrel, pero lo perdió en Raw is War el 24 de febrero ante Crash Holly. Junto a Albert, se enfrentó en WrestleMania 2000 a Head Cheese (Al Snow & Steve Blackman), ganando T & A. Tras eso, tuvieron una serie de enfrentamientos con distintos equipos como The Hardy Boyz, The Dudley Boyz, una de ellas en Backlash con victoria para T&A, The Holly Cousins Too Cool en una lucha donde los campeonatos en pareja estaban en juego, pero Too Cool los retuvieron. Además, en King of the Ring pelearon por el Campeonato en Parejas de la WWF contra Too Cool, Edge & Christian y The Hardyz, pelea que ganaron Edge y Christian. En Unforgiven Test participó en una Hardcore battle royal, la cual fue ganada por Steve Blackman y en No Mercy Test, Albert y Stratus pelearon contra The Acolytes y Lita, en Survivor Series perdieron ante Crash Holly, Blackman y Molly Holly cambiando a face y en Rebellion perdieron ante The Dudleyz y Edge & Christian en una Table Match. T & A se disolvió a principios del 2001 cuando Albert traicionó a Test por órdenes de Stephanie McMahon-Helmsley.

#### 2001-2002
Ya como luchador individual, Test se enfrentó a Chris Benoit por el Campeonato Intercontinental de la WWF y a Raven por el Campeonato Hardcore de la WWF el 1 de enero y 15 de enero, perdiendo ambas veces. Durante la Royal Rumble, salió el número 22 y eliminó a William Regal, lo que les llevó a pelear en el siguiente episodio de RAW, ganando Test el Campeonato Europeo de la WWF. Su reinado como campeón duró tres meses, reteniéndolo ante Raven y Triple H, además de haber luchado contra luchadores como Perry Saturn, William Regal, Kurt Angle y X-Pac hasta que lo perdió ante Eddie Guerrero en WrestleMania X-Seven después de una interferencia de Dean Malenko y Perry Saturn. Después peleó contra Triple H, peleando por el Campeonato Intercontinental, ganando Test por descalificación, por lo que HHH retuvo el título. Luego tuvo un feudo contra Rhyno, peleando contra él el 26 de abril, reteniendo Rhyno el Campeonato Hardcore, en Judgment Day en una pelea en la cual también estaba Big Show y el 14 de junio ganó a Rhyno, consiguiendo su campeonato, perdiéndolo ante Rhyno el 25 de junio. Intentó capturarlo una vez más el 2 de julio en una pelea en la cual también estaba involucrado Mike Awesome, donde Rhyno retuvo el campeonato. El 9 de agosto Test se unió a The Alliance al atacar a the APA (Bradshaw & Faarooq), costándoles los Campeonatos Mundiales en Pareja de la WWF ante Diamond Dallas Page y Chris Kayon, quienes sospechaban de que se uniría al grupo de Shane por la amistad que tenía con Shane McMahon, antes de que Shane y Test se volvieran heel y la ECW formara parte de The Alliance. Por esto empezó un feudo contra The APA junto a The Dudleys, ganando en SummerSlam cuando Test cubrió a Bradshaw.
El 5 de noviembre de 2001 en Raw Is War venció a Edge y se convirtió en el campeón Intercontinental de la WWF.
Después formó un feudo con Edge, perdiendo ante él en Survivor Series 2001 en un combate en el que se unificaron los títulos WCW United States Championship y el WWF Intercontinental Championship. En la misma noche, ganó una Battle Royal que le garantizaba un contrato contra despidos durante un año. Test formó un equipo, "The Un-Americans", formado por Lance Storm, Christian, y William Regal, culminando con un combate en Summerslam, donde The Undertaker le ganó.
En octubre de 2002, cambio a face y Stacy Keibler se convirtió en la novia ficticia y la consejera de imagen de Test. Stacy le obligó a cortarse el pelo, y cambiar su imagen. Llamó a los fanes de test "The Testicles", copiando a The Rock y sus fanes, "The People", o a Hulk Hogan y sus fanes "The Hulkmaniacs".

#### 2003 - 2004
En el 2003 Test participó en el Royal Rumble, eliminó a Chris Jericho pero fue eliminado por Batista. Meses después formó un equipo con Scott Steiner, con quien luchó contra La Resistance y contra Rob Van Dam y Kane por el Campeonato Mundial por Parejas, pero perdieron. En Judgment Day 2003 participó en la batalla real por el vacante Campeonato Intercontinental de la WWE, pero fue eliminado. Esa misma noche, por un error suyo, él y Scott Steiner perdieron contra La Resistance. Luego Test y Scott tuvieron problemas y Test cambio a heel y lucharon en Bad Blood 2003 y en Insurrextion 2003 donde Test perdió en ambas ocasiones, perdíendo los servicios de Stacy Keibler. Sin embargo, Test los recuperaría al vencer a Scott en Unforgiven 2003. Después de eso volvieron a aliarse y compitieron en Armageddon 2003 por el Campeonato Mundial por Parejas, pero fracasaron.
El 19 de enero de 2004 ambos lucharon contra Goldberg en una triple amenaza por la 30# posición en el Royal Rumble 2004, ganando Goldberg. Desde entonces, Test desapareció de RAW. En Royal Rumble 2004, Test estaba planeado para luchar como número #19, pero se encontró en Backstage inconsciente y fue remplazado por Mick Foley, quien lo había atacado para tomar su lugar y comenzar un feudo con Randy Orton. Unas semanas después, Test y Matt Hardy formaron equipo para enfrentarse a Booker T y Rob Van Dam por el Campeonato Mundial por Parejas de la WWE en un episodio de RAW, pero fueron derrotados. el 1 de noviembre fue liberado de su contrato junto con Albert y Billy gunn.

### Circuito independiente (2005)
Test volvió a luchar en mayo de 2005 y empezó a aceptar trabajos en promociones independientes. Una de sus luchas más notables fue su victoria ante Samoa Joe y su rol dominante en la promoción de Kishi's, la Nu-Wrestling Evolution, donde luchó bajo el nombre de "Big Foot", teniendo el "big boot" como su movimiento final.

### World Wrestling Entertainment (2006-2007)

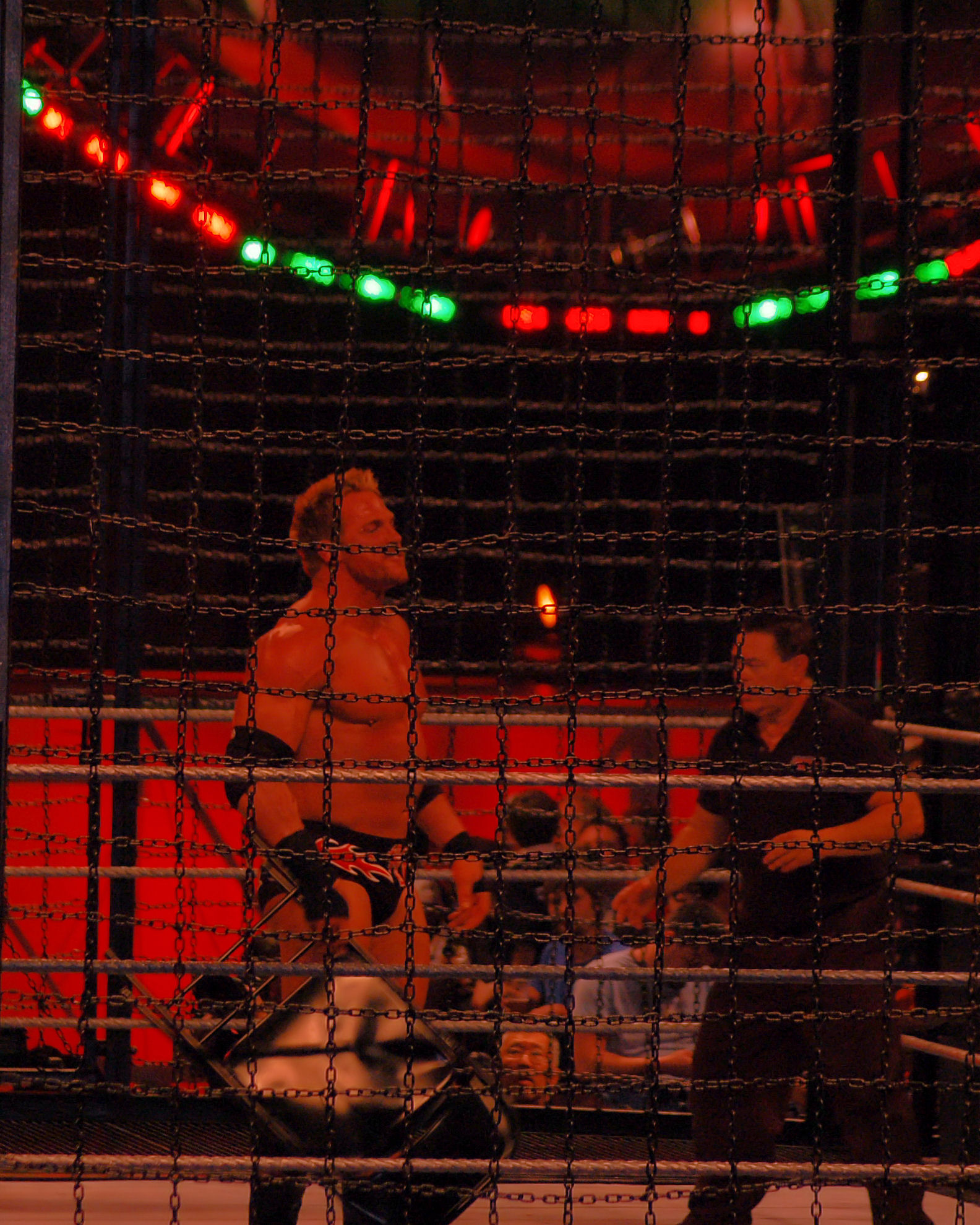
Test en December to Dismember.

El 22 de marzo de 2006, la WWE anunció que habían llegado a un acuerdo verbal con Test para que volviera a la empresa después de pelear en algunos dark matches antes de RAW y SmackDown!. Después de esto, se emitieron algunos vídeos sobre su regreso a la marca ECW, debutando el 4 de julio de 2006, en una lucha frente a Al Snow, la cual ganó. Test se estableció como heel, tomando un gimmick de arrogante.
Entre los meses de julio y diciembre de 2006, tuvo un feudo con varios miembros originales de la empresa, tales como Tommy Dreamer, Sabu y The Sandman, protagonizando varios combates individuales y en parejas durante los episodios de ECW. Uno de los encuentros cúlmines de dicho feudo fue una lucha contra Dreamer en la edición del 7 de noviembre de ECW, donde al ganar Test obtuvo un puesto en la Extreme Elimination Chamber por el Campeonato de la ECW en December to Dismember. En el evento, Test eliminó a Hardcore Holly y a Rob Van Dam, pero fue eliminado por el ganador de la lucha, Bobby Lashley.
Tras esto, empezó un feudo con Lashley, en torno al Campeonato de la ECW. Se enfrentaron en tres ocasiones, una en el Royal Rumble 2007 y otras dos en capítulos de ECW. El 30 de enero de 2007, realizó su última aparición televisada, siendo derrotado por Lashley.
El 11 de febrero, Test fue suspendido por 30 días por su primera violación a la política de drogas de la compañía, siendo despedido de la misma tan sólo dos semanas después, el 27 de febrero. Martin dijo en su MySpace que el despido había sido por una decisión mutua y que el mismo lo había pedido.

### Total Nonstop Action Wrestling (2007)
El 2 de agosto de 2007 en un episodio de iMPACT!, Martin debutó en la Total Nonstop Action Wrestling (TNA) bajo el nombre de "The Punisher" Andrew Martin, aliándose de inmediato con Abyss y Sting tras ayudarlos a ganar una pelea de escaleras por equipos contra A.J. Styles y Christian Cage. En Hard Justice, Martin, Abyss y Sting derrotaron a Styles, Cage y Tomko (Christian's Coalition) en un Doomsday Chamber of Blood match después de que Abyss le aplicara su "Black Hole Slam" a Styles sobre cristales rotos, siendo su único combate por la compañía.
Fue despedido poco después por su estado físico y una investigación a la TNA por parte del Congreso de los Estados Unidos.

### Circuito independiente y retiro
Tras su despido de la TNA, Martin volvió al circuito independiente, teniendo un par de luchas antes de que el 19 de diciembre de 2007, anunció su retiro de la lucha libre profesional. Realizó un tour de despedida el cual culminó en marzo de 2008. Pero a pesar de que más tarde especificó que no quería ser un luchador que decía que se retiraba y al rato, volvía a pelear, luchó en un par de ocasiones hasta antes de su muerte.

## Fallecimiento
Martin fue encontrado muerto en su departamento Localizado en 725 Harbour Place Drive de Tampa, Florida el 13 de marzo de 2009 a las 8:00 PM. En su casa se encontraron esteroides y analgésicos.[cita requerida] Falleció a causa de una sobredosis accidental de oxicodona, un analgésico.
Poco después, varias personas que le conocieron escribieron mensajes en sus páginas personales, como Kevin Nash, Kelly Kelly, Trish Stratus, Sunny y Eric Bischoff.

## En lucha
- Movimientos finales
  - Diving elbow drop
  - Pumphandle slam
  - Test Big Boot (Running big boot)
  - Test Drive (Rolling cutter) - 2002-2004
  - Test Grade (Fireman's carry cutter) 2006-2008
- Movimientos de firma
  - Corner foot choke
  - Back body drop
  - Body slam
  - Bearhug
  - Delayed vertical suplex
  - Double wrist clutch
  - Double wrist lock
  - Falling gutwrench powerbomb - innovado
  - Full nelson slam
  - Militaru press drop
  - Multiple pendulum backbreaker
  - Sidewalk slam
  - Tilt-a-whirl slam
  - Varios tipos de lariat:
    - Corner
    - Diving
    - Jumping
    - Multiple
    - Running

  - Wrist clutch
  - Wrist lock
- Managers
  - Stacy Keibler
  - Shane McMahon
  - Stephanie McMahon-Levesque
  - Trish Stratus
- Apodos
  - "The Hired Gun" - WWF
  - "The Impact Player" - WWE[15]
  - "The Most Ruthless Competitor in ECW" - ECW
  - "The Punisher" - TNA[10]
  - "Test" - Circuito independiente[16][17]

## Campeonatos y logros
- Wild West Wrestling

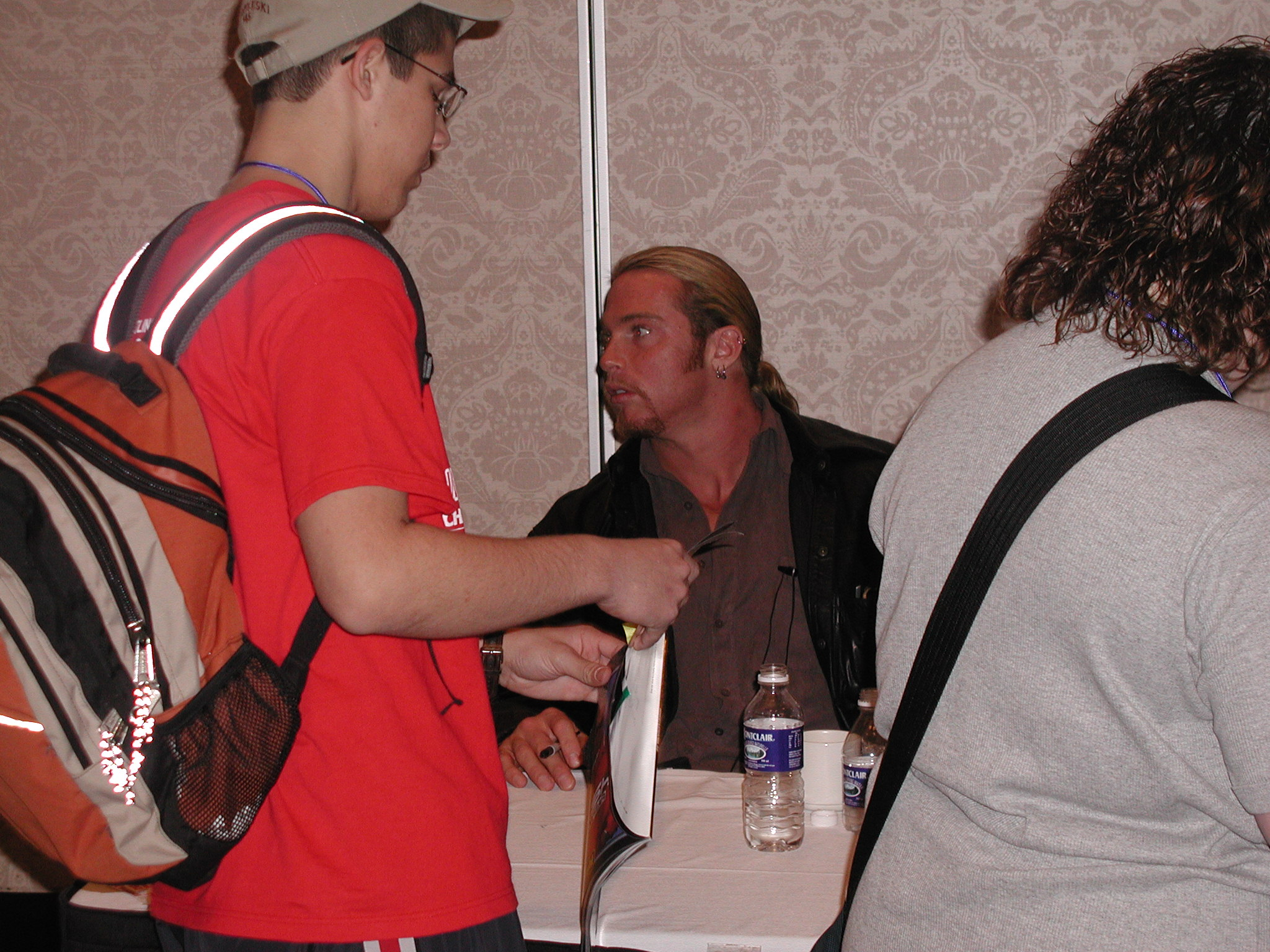
Test firmando autógrafos en 2002.

  - WWW Heavyweight Championship (1 vez)

- World Wrestling Federation
  - WWF Intercontinental Championship (1 vez)
  - WWF European Championship (1 vez)
  - WWF Hardcore Championship (2 veces)
  - WWF Tag Team Championship (1 vez) – con Booker T
  - WCW Tag Team Championship (1 vez) – con Booker T

- Pro Wrestling Illustrated
  - Situado en el Nº146 en los PWI 500 de 1999[18]
  - Situado en el Nº103 en los PWI 500 del 2000[19]
  - Situado en el Nº37 en los PWI 500 del 2001[20]
  - Situado en el Nº40 en los PWI 500 de 2002[21]
  - Situado en el Nº44 en los PWI 500 del 2003[22]
  - Situado en el Nº104 en los PWI 500 del 2004[23]
  - Situado en el Nº 253 en los PWI 500 del 2006[24]
  - Situado en el Nº150 en los PWI 500 del 2007[25]